# ニンジャ (モンゴル国)

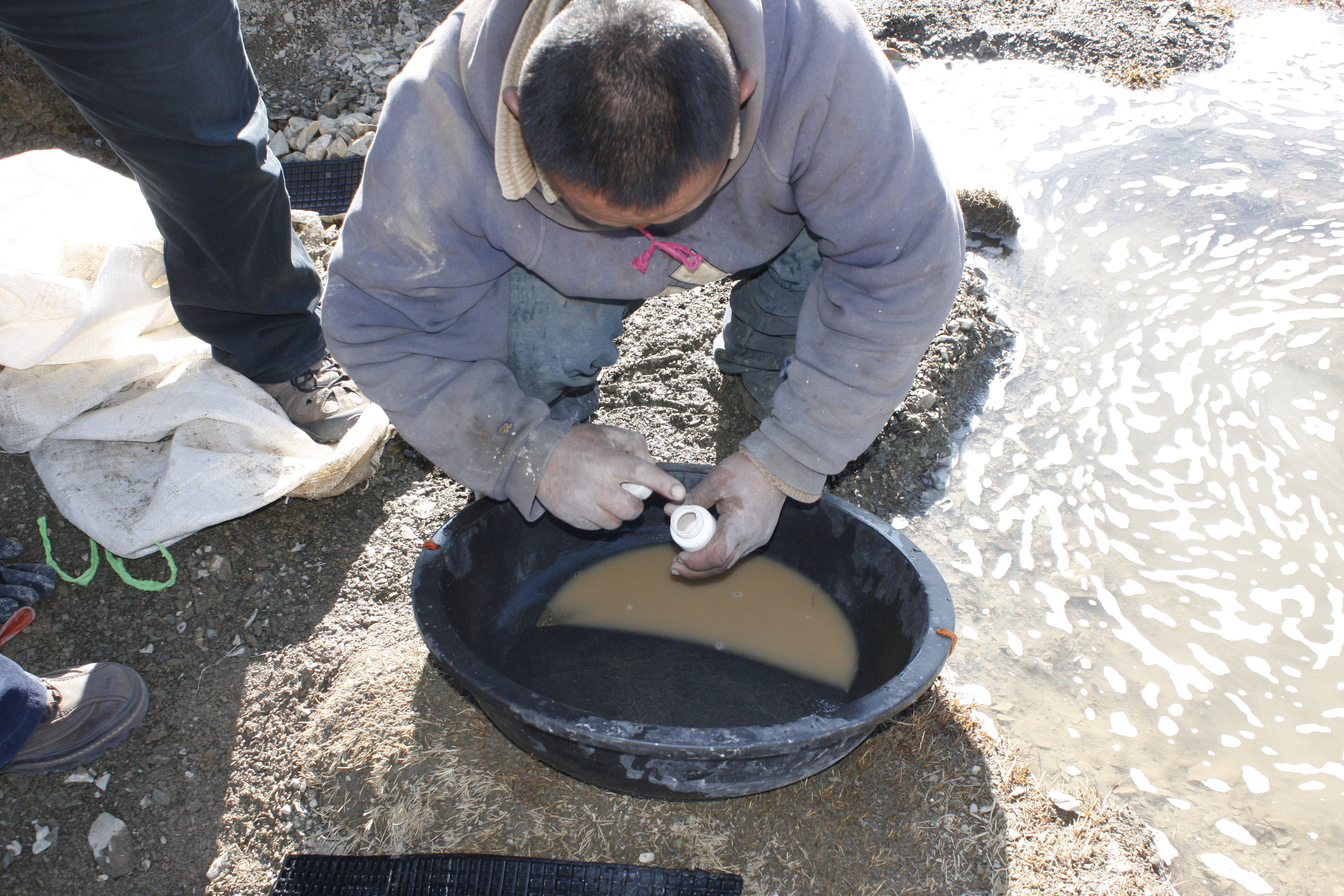
金の選別を行うニンジャ

ニンジャとは、モンゴル国で活動する零細規模の無許可の鉱物資源採掘者である。
たらいを背負った姿がアメリカの漫画『ティーンエイジ・ミュータント・ニンジャ・タートルズ』のキャラクターに似ているため、「ニンジャ」の名前が付けられた。
ニンジャが生まれた背景には経済、自然条件の変化が挙げられている。1990年代の社会主義経済から市場経済への転換による急速な民営化と貿易自由化によって経済格差が拡大し、貧困層が増加した。雇用機会が減少した地方では失業者が増加し、地方から多くの人間が移住した首都のウランバートルでも人口に見合うだけの就業機会は生まれなかった。また、2000年代初頭に発生した旱魃、厳寒、ゾド（雪害）によって多くの遊牧民が家畜を失った。
ニンジャの活動は1997年頃から始まったと考えられており、2005年、2010年にモンゴルで起きたゴールドラッシュでは多くのニンジャが採掘を行った。2014年3月にトゥブ県スンベル郡でわずかな量の金が発見されるとニンジャが殺到し、採掘地の近辺にいくつかの集落が形成された。2015年5月にゴビ・アルタイ県ビゲル郡のツァガーンホローでニンジャが郡警察と自然保護団体の制止を振り切って採掘を強行し、ニンジャの一人が土砂に埋まって死亡する事故が起きた。郡はやむなく10日間に限り採掘作業を認め、期限が経過した後に採掘を停止する命令が郡から出されている。
ニンジャに転身した人間には地方の元農場労働者、遊牧民、町や都市の失業者、貧困層が多く、採掘作業者には子供も含まれている。採掘場とその周囲に形成される集落の規模には大小があり、2,000人から10,000人規模の集落ができる場合もある。ニンジャの正確な数は把握されておらず、2010年4月6日の『ウヌードル』では18のアイマク（県）の80余りの場所で個人規模の金の採掘が行われ、50,000人が採掘地の近辺に居住し、200,000人から300,000人の家族がニンジャの収入に依存していると報道された。多くのニンジャは住民登録を行っておらず、自治体の社会保障を受けることができない状態にある。ニンジャが近くの鉱山会社を襲撃して機械設備や部品を奪う事件が起き、集落内では窃盗、売春、暴力といった問題も起きている。
ニンジャは鉱山会社の採掘跡地などで主に金の採掘を行っている。ニンジャによって一年間に少なくとも70,000トンの金が採掘されていると言われているが、ニンジャが実際に得ている収入は判然としていない。ニンジャが採掘する鉱物は採掘や選鉱が比較的容易な砂金が中心で、掘り出した砂礫と水をたらいに入れて揺らし、比重が重いためにたらいの底に残る砂金を取り出している。金鉱石から金を取り出す時には水銀を使ってアマルガムを作り出す。アマルガムを熱して水銀を蒸発させる方法で金を選鉱するが、蒸発した水銀、選鉱によって生じた残滓に含まれる水銀は中毒症状、草地の汚染を引き起こす。シアン化ナトリウムや水銀といった有害物質は無許可で選鉱に使われているため、それらが引き起こす水質、土壌の汚染が問題になっている。
2010年7月に鉱山法が改正され、ニンジャの団体、ソム（郡）、鉱山会社の三者が契約を結ぶことで、鉱山会社が採掘権を持つ領域内の一定の場所でニンジャが採掘を行えるようになった。契約を締結したニンジャはソムの住民と同じ行政サービスや技術指導を受けられるようになり、同時に金の生産にかかる税金の支払いと採掘跡の修復作業が義務付けられた。しかし、河川や森林での採掘を禁止する法律、ニンジャと鉱山会社が合法化の恩恵を感じていないため、契約の締結例は多いとは言えない。また、郡がニンジャに違法な許可証を発行する事例もあり、2014年にホブド県アルタイ郡とツェツェグ郡で採掘作業が禁止されている国の特別保護区域内でのタングステン採掘許可証が発行される事件が起きた。